# Тюрьма Оз
«Тюрьма Оз» (англ. Oz) — американский телесериал, первый из ряда многосерийных телевизионных фильмов телеканала HBO. Состоит из 56 серий в 6 сезонах, вышедших с 1997 по 2003 год. История сериала повествует об экспериментальном блоке одного из пенитенциарных учреждений США. Два раза номинировался на премию «Эмми».

## Сюжет
Оз — так сокращённо называют расположенную на улице Озвальд исправительную колонию 4-го уровня, где содержатся особо опасные преступники. Тюрьма включает экспериментальный блок, именуемый среди правления и заключённых «Изумрудный город» (ИзГ). Непосредственный руководитель этого блока — Тим Макманус.
Действие фильма начинается с переводом в Изумрудный город очередной партии заключённых, среди которых Тобиас (Тоби) Бичер, интеллигент и интеллектуал. С его вступлением в Изумрудный город зрители изнутри узнают, что собой представляет экспериментальный блок.
Все камеры в блоке расположены по кругу так, чтобы каждый мог видеть каждого, а если учесть, что вместо привычных решёток камеры огорожены стеклом, то это становится ещё легче. Заключённые в блоке имеют чуть больше привилегий по сравнению с другими, однако обязаны строго соблюдать правила: Изумрудный город должен содержаться в идеальной чистоте самими жильцами; обязательно посещение реабилитационной группы для наркоманов; обязательно нужно посещать занятия и спортзал, а также, в идеале, не употреблять наркотиков и не применять насилия. Если первые правила плохо или хорошо, но соблюдаются, два последних так и остаются несбыточной мечтой руководителей тюрьмы.
Все заключённые  разделены между собой на группы: чёрные, мусульмане, христиане, арийцы, итальянцы, ирландцы, латиноамериканцы, геи, байкеры и остальные, есть и такие, кто не входит ни в одну из группировок и живёт сам по себе, либо время от времени примыкая то к одной, то к другой касте. Вся интрига фильма строится на взаимоотношениях между группировками, ведущими войны за территорию сбыта наркотиков и власть в блоке, а также на межличностных отношениях между отдельно взятыми персонажами: как заключёнными, так и работниками тюрьмы.

## Персонажи
Лео Глинн (Эрни Хадсон) — директор тюрьмы Оз, темнокожий, в прошлом сам надзиратель в этой же тюрьме. Глинн справедливый и законопослушный начальник, не страдающий ненавистью к своим заключённым. Однако справедливость Глинна порой весьма гибкая, позволяющая себе идти на поводу внешних раздражителей и определённого давления.
Тим Макманус (Терри Кинни) — начальник Изумрудного города. Скорее учёный-теоретик, чем надзиратель. Основной целью своей работы в ИГ считает перевоспитание жильцов, с тем чтобы после обретения свободы они заново стали законопослушными людьми.
 Губернатор Джеймс Девлин (Желько Иванек) — очень консервативный политик. Выступает за смертную казнь, уменьшение финансирования тюрем и урезание прав заключённых, чем постоянно вставляет палки в колёса Тиму Макманусу.
Сестра Питер Мари Раймондо (Рита Морено) — монахиня, работает консультантом по проблемам наркотиков и психологом. Именно она ведёт реабилитационные уроки и слушает признания заключённых, отчего многие доверяют ей. Активный борец за отмену смертной казни.
Доктор Глория Нэйтан (Лорен Велеc) — одна из врачей в Оз. Так же как и Макманус относится к заключённым в первую очередь как к людям, а уже потом преступникам. Является объектом вожделения многих обитателей Оз.
Отец Рэй Мукада (Б. Д. Вонг) — католический священник-японец, на долю которого выпало выслушивать все самые сокровенные тайны не самых лучших людей на свете.
Офицер Диана Уителси (Эди Фалко) — надзиратель Изумрудного города; имела непродолжительную любовную связь с Макманусом.
Тобайас Бичер (Ли Тергесен) — адвокат, в состоянии алкогольного опьянения сбивший девочку с летальным исходом. Приговорен к 15 годам заключения с возможностью освобождения через 6 лет. Попав в Оз, стал предметом издевательства и насилия руководителя арийского братства Верна Шиллингера. Из серии в серию зрители наблюдают внутренний рост Бичера, научившегося сначала отбиваться, а потом и нападать. Натура противоречивая.
Верн Шиллингер (Дж. К. Симмонс) — возглавляет Арийское братство в ОЗе. Приговорен к 10 годам заключения. Откровенная гомосексуальная активность и садизм дают о себе знать всякий раз, как в «город» попадают новенькие. В начале фильма обладает определённой властью в блоке, после теряет её, но постоянно старается вернуть. Противостояние Бичер-Шиллингер одна из активных линий сериала.
Карим Саид (Имонн Уокер) — имам мусульманской общины. Приговорен к 18 годам заключения. Интеллектуал, стремящийся разрушить систему и порой не слишком избирательный в средствах. На протяжении фильма выказывает себя как человек справедливый, готовый помочь и искренно верующий. Однако авторы сумели передать его не как роботизированного фанатика, а как живого человека с обычными чувствами. Так, любовь к девушке другой веры стала причиной его падения, отвержения, унижения. Однако он, хоть и не позволяет своим чувствам взять вверх, всё же не предаёт их.
Райан О’Райли (Дин Уинтерс) — до поры единственный ирландец в «городе». Приговорен к пожизненному с правом на освобождение через 12 лет. С первой минуты в ИГ его цель выжить, не важно каким способом. Интриган и информатор. В ИГ однако становится одним из главных действующих лиц. Умение вовремя почувствовать ситуацию и завести правильную дружбу помогают ему манипулировать людьми. Единственное светлое чувство в его душе — любовь к умственно отсталому младшему брату. Узнав о тяжёлой болезни, Райан впадает в депрессию, выйти из которой ему помогает доктор Нэйтан. В ответ на её внимание и заботу в его сердце зарождается губительная для них обоих любовь. Из-за любви он приказывает брату убить мужа доктор Нэйтан. Как следствие, брат попадает к нему в Оз, доктор Нэйтан ненавидит его. Но это только в начале их отношений.
Сирил О’Райли (Скотт Уильям Уинтерс) — младший брат Райана, получивший травму из-за него же. Мозг Сирила подобен мозгу пятилетнего ребёнка. Приговорен к 60 годам тюрьмы. Любовь и поддержка брата необходимы ему, чтобы выжить в условиях Оз.
Саймон Адебизи (Адевале Акиннуойе-Агбадже) — глава темнокожих заключённых в ИГ. Приговорен к пожизненному без права на освобождение. Выходец из Нигерии. Неадекватное поведение Адебизи часто заставляет задуматься о вменяемости заключённого. Он жесток, беспринципен, склонен к сексуальному насилию. Пережив истинное сумасшествие, Адебизи перерождается и начинает скрытую войну темнокожих заключённых с белыми. С его лёгкой руки Тима Макмануса снимают с поста начальника Изумрудного города, и место занимает темнокожий мужчина.
 Боб Рибаду  (Джордж Морфоген) — самый старый заключённый в ОЗе. Во время его смертной казни в 65-м вырубилось электричество и несостоявшаяся казнь была заменена на пожизненное заключение. Утверждает, что разговаривает с Богом.
Кристофер Келлер (Кристофер Мелони) — сосед по камере Бичера, социопат и неуравновешенный преступник. Вскоре после появление в «городе» с Бичером его начали связывать более тесные отношения, чем простое соседство.
Мигель Альварес (Керк Асеведо) — принадлежит к группировке латиносов. Склонен к суициду. Его отец и дед тоже сидели в ОЗе. Периодически возвращается из изумрудного города в одиночную камеру и обратно.
Агастес Хилл (Гарольд Перрино) — единственный в блоке заключённый-инвалид. Приговорен к пожизненному с правом на освобождение через 12 лет за убийство полицейского. Хотя в качестве основного героя сюжета Хилл выступает крайне редко, появляясь лишь в эпизодических зарисовках, именно его герой является своеобразным резонером в сериале. Каждая серия «Тюрьмы Оз» включает короткие вставки-монологи Августоса Хилла, иносказательно повествующего о главной идее очередной серии. Последнее слово и резюме также остаётся за Хиллом.

## Оценки
101-е место в списке 101 лучших написанных телешоу по версии Гильдии сценаристов США.